# Tenger

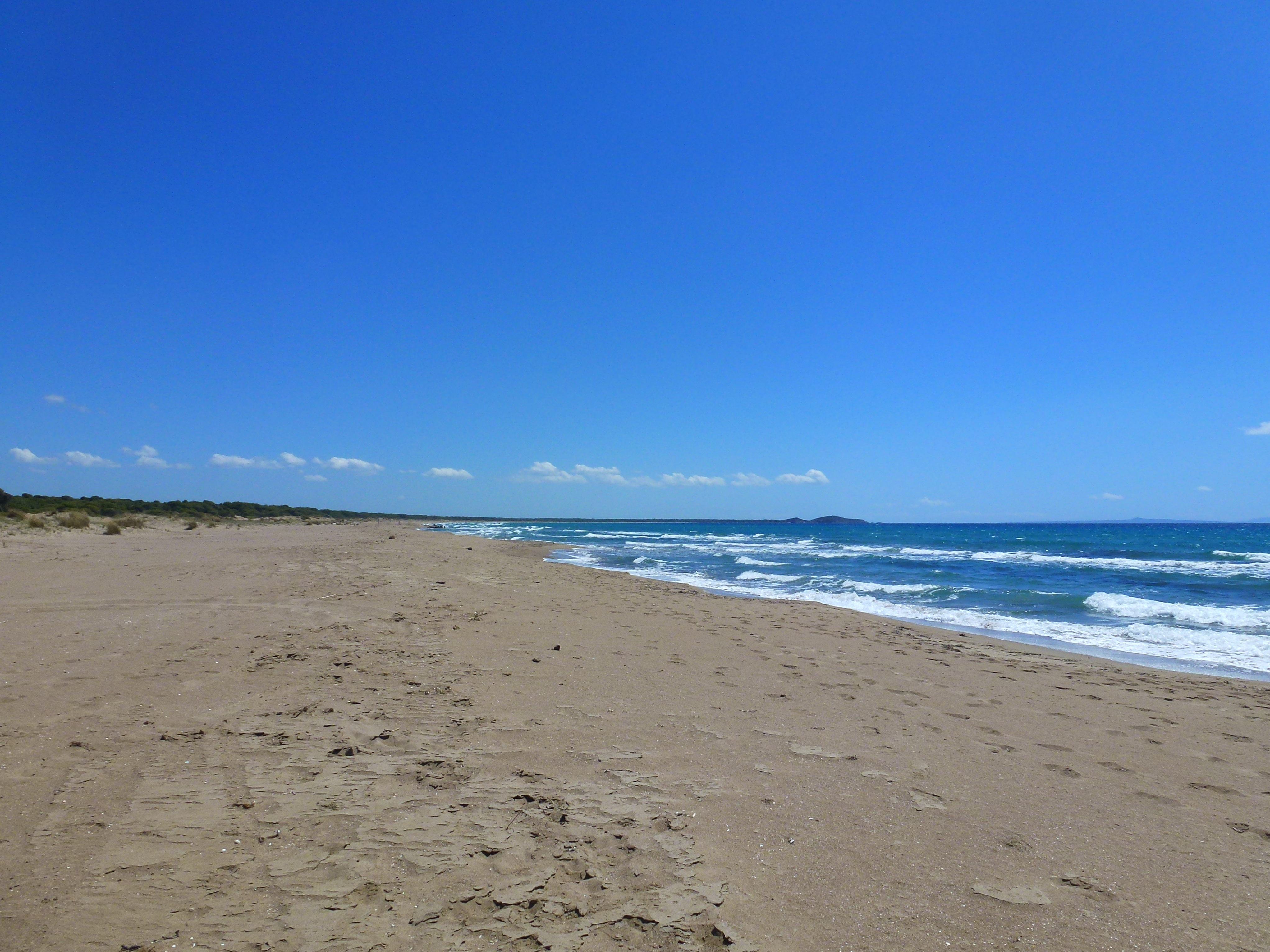
Homokföveny és türkizkék hullámok a Földközi-tenger partján, Παραλία Καλογριάς, Görögország

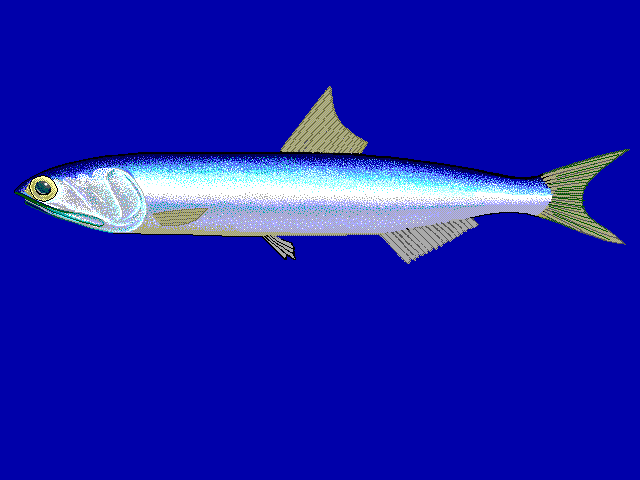
A történelem során a legnagyobb mennyiségben halászott tengeri halfaj a perui szardella (Engraulis ringens)

A tenger egy nagy kiterjedésű sós víztömeg, mely lehet peremtenger – melyet a vízáramlatok az óceánhoz kapcsolnak –, beltenger – mely csak vékony csatornákon érintkezik az óceánnal –, vagy egy nagy sósvízű tó, valamelyik kontinens belsejében.
A tengerek meghatározása nem egyértelmű, ezért több tenger (vagy tó) besorolása vitatott.
Köznapi értelemben tengernek nevezik például az óceánt sós vize és beláthatatlan távolságai miatt, gyakran tenger nevet kapnak sós-, vagy édesvizű tavak is, és előfordul az is, hogy széles körben tengernek tekintett vizeket mások tónak tartanak. A Kaszpi-tengert például nevezik Kaszpi-tónak, az Aral-tavat Aral-tengernek is, a jóval kisebb Holt-tengert viszont nem szokták tónak nevezni. Egy édesvizű tó Kineret-tó néven is ismert.
A tengerek jellegzetes illatát főként a vízinövények által nagy mennyiségben termelt dimetil-szulfonio-propionát (DMSP) baktériumok által történő lebontásakor bomlástermékként létrejövő dimetil-szulfid alkotja.

## Etimológia
A „tenger” török eredetű szó, a finnugrista álláspont szerint csuvasos jövevényszó, az ótörök teŋ (ejtése körülbelül teng) származéka, amelyhez egy ősi török főnévképző, az -er járul. A szó jelentése „tó” és „nagy folyó”. A középtörökben ten és tin változatai alakultak ki, innen erednek Don, a Donyec és a Dnyeper folyónevek is.

## A Föld tengerei, óceánhoz tartozásuk szerint rendezve
| - Chilei-tenger - Bering-tenger - Alaszkai-tenger - Salish Sea (Kanada) - Kaliforniai-öböl (Cortez-tenger) - Ohotszki-tenger - Japán-tenger - Beltenger (Japán) - Kelet-kínai-tenger - Dél-kínai-tenger - Beibu-öböl - Sulu-tenger - Celebesz-tenger - Bohol-tenger (Mindanao-tenger) - Filippínó-tenger - Flores-tenger - Banda-tenger - Arafura-tenger - Timor-tenger - Tasman-tenger - Pohaj-tenger - Sárga-tenger - Bohai-tenger - Korall-tenger - Carpentaria-öböl - Bismarck-tenger - Salamon-tenger - Seram-tenger - Halmahera-tenger - Maluku-tenger - Sawu-tenger | - Hudson-öböl - James-öböl - Baffin-öböl - St. Lawrence-öböl - Fundy-öböl - Karib-tenger - Mexikói-öböl - Sargasso-tenger - Északi-tenger - Watt-tenger - Balti-tenger - Botteni-öböl - Finn-öböl - Ír-tenger - Kelta-tenger - Földközi-tenger - Keleti-Tenger (mely nem minden országban elismert tenger) /a Földközi-tenger keleti medencéjét foglalja el/ - Adriai-tenger - Égei-tenger - Krétai-tenger - Trák-tenger - Katalán-tenger - Jón-tenger - Ligur-tenger - Mirtoon-tenger - Tirrén-tenger - Sidra-öböl - Márvány-tenger - Fekete-tenger - Azovi-tenger - Vizcayai-öböl - Guineai-öböl - Aral-tó - Kaszpi-tenger - Holt-tenger - Salton-tó (Kalifornia) - Nagy-sóstó | - Vörös-tenger - Ádeni-öböl - Perzsa-öböl - Ománi-öböl - Arab-tenger - Bengáli-öböl - Thai (Sziámi)-öböl - Jáva-tenger - Andamán-tenger - Barents-tenger - Kara-tenger - Beaufort-tenger - Amundsen-öböl - Grönlandi-tenger - Csukcs-tenger - Laptyev-tenger - Kelet-szibériai-tenger - Fehér-tenger - Weddell-tenger - Ross-tenger - Nagy-Ausztráliai-öböl - Saint Vincent-öböl - Spencer-öböl - Scotia-tenger - Amundsen-tenger - Bellingshausen-tenger - Davis-tenger - D'Urville-tenger |